# جپ
جپ (به صربی: Džep) یک منطقهٔ مسکونی در صربستان است.